# Pentecopterus decorahensis
A Pentecopterus decorahensis egy fosszilis, ragadozó tengeri skorpió (eurypterida), amely 467,3 millió évvel ezelőtt is élt sós, oxigénhiányos vízben. Hossza elérhette a 170 cm-t is, s így egyike a legnagyobb ismert ízeltlábúaknak.
Nemének eddig az egyetlen felfedezett faja.

## Jellemzők
A Pentecopterus decorahensis az általános eurypterida alapszabással rendelkezik. A kifejlett állatok átlagosan 75–100 cm hosszúra nőttek, de 170 cm hossz sem elképzelhetetlen. Ezzel a legnagyobb ragadozó tengeri skorpiók közé tartozik ez a faj.

Az állat fejét (prosoma) a nagyjából négyzetes hátpajzs fedi, ami a fej elülső része (rostrum) felé trapezoid alakúvá válik. A hátpajzs háti részéről nem találtak maradványokat így összetett és egyszerű szemeik elhelyezkedése nem ismert.

A csoportra jellemző hat feji végtag-pár mind megtalálható.
- Az első pár végtag a csáprágó. a csáprágó három ízből áll, az első alap ízen helyezkedik el egy vele azonos hosszú fix állású ág, amin egy fele akkora mozgatható, horogban végződő ág alkot ollószerű képletet.
- A második pár végtag rövid és robusztus, előre áll, s a zsákmányszerzésben vehetett részt. Legfeljebb hét ízből áll, amelyeken mozgatható, robusztus oldaltüskék találhatók. A negyedik íz oldaltüskéje hosszú és belső oldala recés.
- A harmadik pár végtag a másodikhoz hasonlóan előre áll és a zsákmányszerzésben használható. A hosszú végtag a második íznek köszönhetően többfelé forgatható. A 4-6-os ízeken egyre hosszabb oldaltüskék vannak. A 6-os íz igen hosszú oldaltüskéi túlérnek a két utolsó ízen. A 7-es íz hosszúkás és csupasz, míg az utolsó, 8-as ízület kampó alakú.
- A negyedik pár végtag zömök, lefele álló. A nem mozgatható oldalsó tüskék a láb tengelyével megegyező irányban állnak. A ventrális állású, mozgatható tüskék alapján a páncél fogazott.
- Az ötödik pár végtag vékony, szinte csupasz, lefele álló. Az ízeken a tüskék fejletlenek kivéve az utolsó ízen, amely egy hármas elágazásban végzőik a két oldalsó tüskéjének köszönhetően.
- A hatodik pár végtag evezőszerűen szélesedik ki. Az első íz (csípőíz, coxa) nyakszerű résszel kapcsolódik a testhez. A 2-5 ízek azonos alakúak, a 4-dik hosszabb a többinél. A hatodik íz levélszerűen kiszélesedik és nagyobb mozgékonyságot tesz lehetővé, mint más ismert eurypteridáé. A hetedik íz hasi irányban hajlik. A kerekded nyolcadik íz rövid, a kilencedik pedig még kisebb. A 7-9-es ízeken tüszők találhatóak, amelyek érzékelő szőrök (szeta) csatlakozási helyei lehetnek.

A test (opisthosoma) 12 szegmensből áll. Az szegmenseket fedő páncélok felszíne pikkelyes. A háti páncéllapokon középen nagy pikkelyek találhatóak. Az első szegmensek éle sima, a hátsó hat szegmens hátsó élei fogazottak.

A farki rész (telson) széles, csúcsosodó penge alakú. Közepén nincs borda vagy más kitüremkedés. A lemezek széleit ritkásan nagyobb pikkelyminták láthatóak.

## Elnevezés eredete
A Pentecopterus decorahensis genus nevét a pentekonter nevű ősi görög hadihajóról kapta, amelynek alakjára kissé hasonlít. Ez a hadihajó volt az egyik első hadihajó, ahogy a megnevezett állat is korai ragadozó tengeri skorpió. A -pterus (görögül szárny) végződés általánosan jellemző az eurypteridák névadásánál. A fajnév Decorah településről emlékezik meg, amelynek közelében a leletet találták.

## Lelőhely és felfedezés
A fosszíliát a Iowa állam északkeleti részén levő Winneshiek-i palában találták. A 2005-ben felfedezett gazdag lelőhelyen (Lagerstätte) konodonták, ízeltlábúak, lehetséges állkapocs nélküli halak, algák és növények találhatók. A konodonták alapján középső Ordovíciumra (Darriwilian: 467,3 – 458,4 Ma) tehető a winneshiek-i élőhely kora.

Az élőhely egy 5,6 km átmérőjű meteorkráterben alakult ki. A kráterben levő kissé sós, oxigénhiányos víz faunája jelentősen eltér a nyílt tengerekétől.